# Fortean Society
La Fortean Society è stata un'associazione, cofondata nel 1931 a New York da Tiffany Thayer e Theodore Dreiser, allo scopo di promuovere le idee dello scrittore statunitense Charles Fort, oggi considerato uno dei fondatori della cosiddetta archeologia misteriosa.
Il Fortean Society Magazine (chiamato anche Doubt) venne pubblicato regolarmente fino alla morte di Thayer, nel 1959, portando la società e la rivista alla chiusura.
Verso la fine Thayer si era fatto sostenitore di idee sempre più strambe, come la Terra piatta, e ne oppose altre, come la fluorizzazione delle riserve d'acqua. 
Dopo la morte di Fort, la sua vedova donò i suoi appunti alla Società, che li pubblicò come poté nella rivista.
Molti membri della Società divennero in seguito autori di fantascienza, e le idee e l'influenza di Fort si possono ritrovare nelle loro opere. La rivista e la Società non hanno alcun collegamento con l'odierno Fortean Times.
Gran parte del materiale della Fortean Society è stato incluso nell'International Fortean Organisation (INFO), fondata nel 1965 come proseguimento della stessa società.